# Veyrines-de-Vergt
Pour les articles homonymes, voir Vergt.
Veyrines-de-Vergt est une commune française située dans le département de la Dordogne, en région Nouvelle-Aquitaine.

## Géographie

### Généralités
La commune de Veyrines-de-Vergt, traversée par le 45e parallèle nord, est de ce fait située à égale distance du pôle Nord et de l'équateur terrestre (environ 5 000 km).
Elle se situe dans la partie sud du Périgord central. Elle est bordée au sud par un affluent de la Dordogne, le Caudeau, qui lui sert de limite naturelle avec Sainte-Alvère puis Saint-Laurent-des-Bâtons. À l'est, c'est le Vern, un affluent de l'Isle, qui la sépare de Cendrieux. La fraisiculture y est une activité importante.
Le territoire communal est desservi par les routes départementales (RD) 42 et 42E2.
Le village de Veyrines-de-Vergt, à plus d'un kilomètre de la RD 42E2, se situe, en distances orthodromiques, cinq kilomètres au sud-est de Vergt et quinze kilomètres au nord-ouest du Bugue.

### Communes limitrophes
Veyrines-de-Vergt est limitrophe de trois autres communes : Salon au nord, Saint-Michel-de-Villadeix à l'ouest et Val de Louyre et Caudeau à l'est et au sud.
|                           | Salon             |                          |
| Saint-Michel-de-Villadeix | Veyrines-de-Vergt |                          |
|                           |                   | Val de Louyre et Caudeau |

### Géologie et relief

#### Géologie
Situé sur la plaque nord du Bassin aquitain et bordé à son extrémité nord-est par une frange du Massif central, le département de la Dordogne présente une grande diversité géologique. Les terrains sont disposés en profondeur en strates régulières, témoins d'une sédimentation sur cette ancienne plate-forme marine. Le département peut ainsi être découpé sur le plan géologique en quatre gradins différenciés selon leur âge géologique. Veyrines-de-Vergt est située dans le troisième gradin à partir du nord-est, un plateau formé de calcaires hétérogènes du Crétacé.
Les couches affleurantes sur le territoire communal sont constituées de formations superficielles du Quaternaire et de roches sédimentaires datant pour certaines du Cénozoïque, et pour d'autres du Mésozoïque. La formation la plus ancienne, notée c5a(2), date du Campanien 1, des calcaires packstone à wackstone crayo-marneux gris blanchâtres à subalvéolines à silex gris ou noirs. La formation la plus récente, notée CFvs, fait partie des formations superficielles de type colluvions carbonatées de vallons secs : sable limoneux à débris calcaires et argile sableuse à débris. Le descriptif de ces couches est détaillé dans  les feuilles « no 783 - Thenon » et « no 807 - Le Bugue » de la carte géologique au 1/50 000 de la France métropolitaine, et leurs notices associées,.

Carte géologique de Veyrines-de-Vergt.

#### Relief et paysages
Le département de la Dordogne se présente comme un vaste plateau incliné du nord-est (491 m, à la forêt de Vieillecour dans le Nontronnais, à Saint-Pierre-de-Frugie) au sud-ouest (2 m à Lamothe-Montravel). L'altitude du territoire communal varie quant à elle entre 139 mètres au sud-ouest, au lieu-dit le Moulin de la Croix, là où le Caudeau quitte la commune pour servir de limite entre celles de Saint-Michel-de-Villadeix et de Val de Louyre et Caudeau (territoire de l'ancienne commune de Saint-Laurent-des-Bâtons), et 254 mètres à l'est, au lieu-dit Chante-Alouette, au nord de la RD 42.
Dans le cadre de la Convention européenne du paysage entrée en vigueur en France le 1er juillet 2006, renforcée par la loi du 8 août 2016 pour la reconquête de la biodiversité, de la nature et des paysages, un atlas des paysages de la Dordogne a été élaboré sous maîtrise d’ouvrage de l’État et publié en octobre 2020. Les paysages du département s'organisent en huit unités paysagères,. La commune fait partie du Périgord central, un paysage vallonné, aux horizons limités par de nombreux bois, plus ou moins denses, parsemés de prairies et de petits champs.
La superficie cadastrale de la commune publiée par l'Insee, qui sert de référence dans toutes les statistiques, est de 11,91 km2,,. La superficie géographique, issue de la BD Topo, composante du Référentiel à grande échelle produit par l'IGN, est quant à elle de 12,23 km2.

### Hydrographie

#### Réseau hydrographique
La commune est située dans le bassin de la Dordogne au sein du Bassin Adour-Garonne. Elle est drainée par le Caudeau et par trois petits cours d'eau, qui constituent un réseau hydrographique de 7 km de longueur totale,.
Le Caudeau, d'une longueur totale de 38,47 km, prend sa source dans le sud-est de la commune et se jette dans la Dordogne en rive droite à Bergerac, juste en aval du barrage de Bergerac. Il arrose le sud de la commune sur quatre kilomètres, lui servant de limite naturelle sur plus de deux kilomètres et demi, en trois tronçons, face à Val de Louyre et Caudeau.

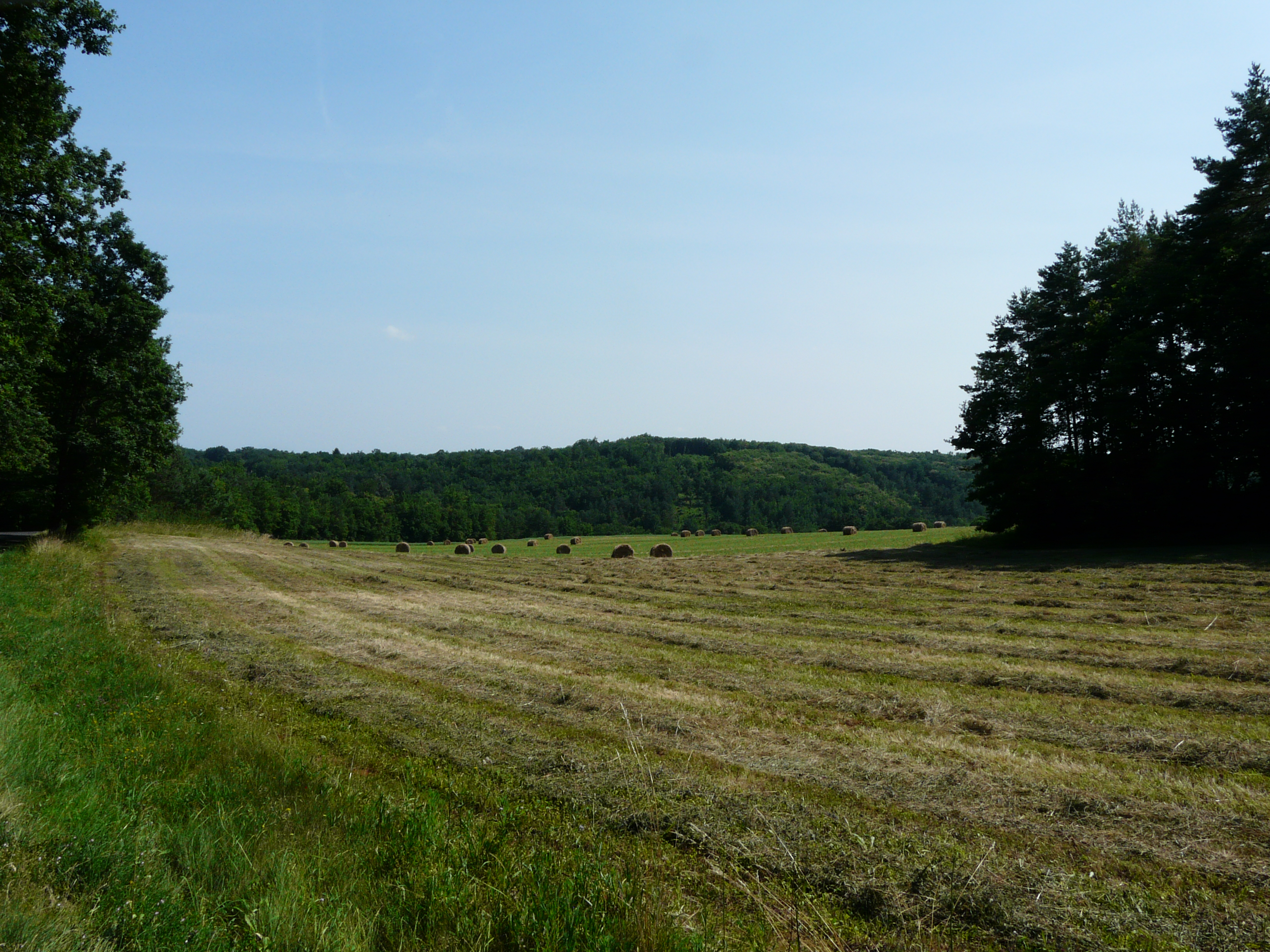
La vallée du Caudeau en limite sud de la commune.
Réseaux hydrographique et routier de Veyrines-de-Vergt.
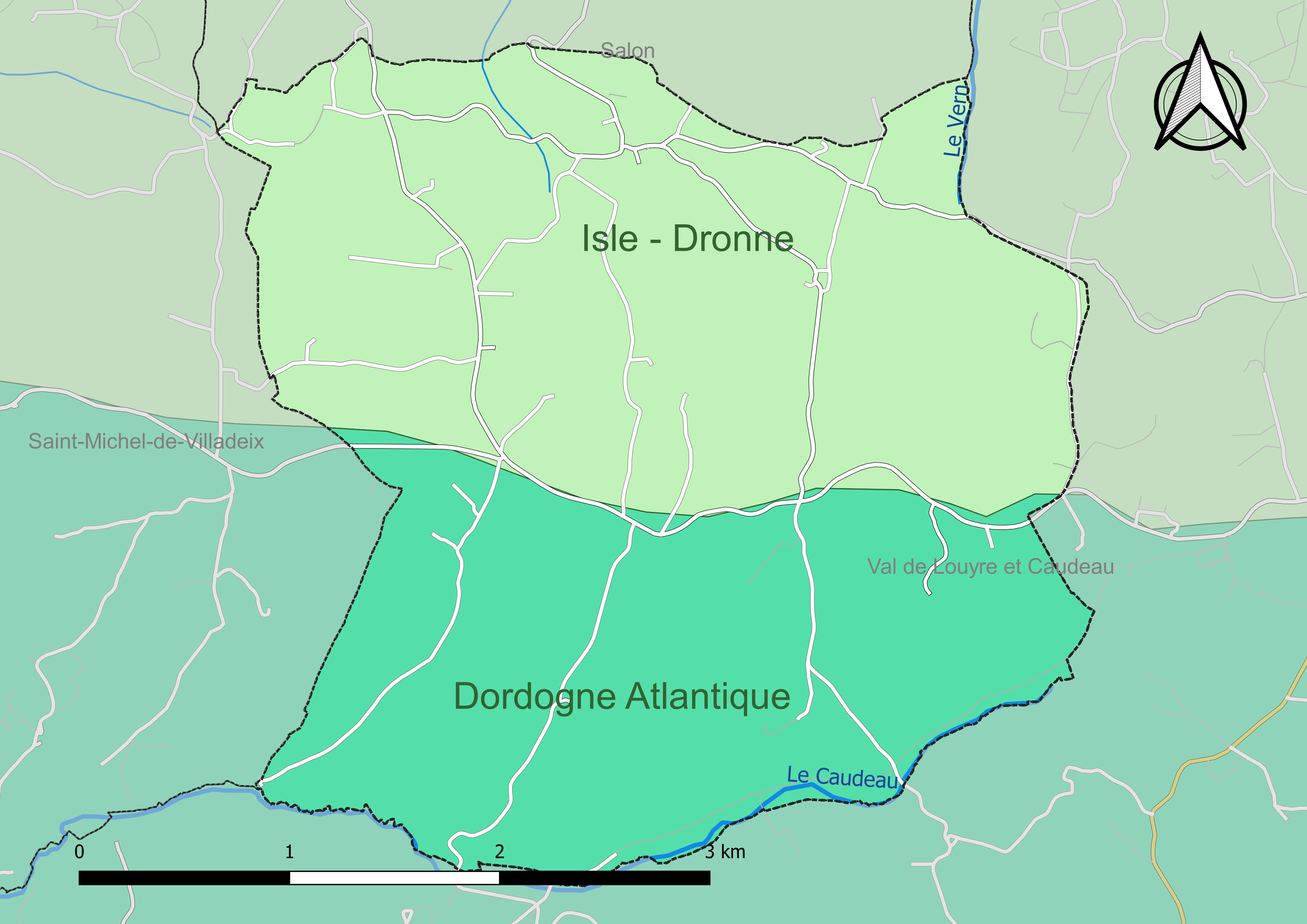
Carte des schémas d'aménagement et de gestion des eaux (SAGE) couvrant le territoire communal de Veyrines-de-Vergt.

#### Gestion et qualité des eaux
Le territoire communal est couvert par les schémas d'aménagement et de gestion des eaux (SAGE) « Dordogne Atlantique » et « Isle - Dronne ». Le SAGE « Dordogne Atlantique », dont le territoire correspond au sous‐bassin le plus aval du bassin versant de la Dordogne (aval de la confluence Dordogne - Vézère)., d'une superficie de 2 700 km2 est en cours d'élaboration. La structure porteuse de l'élaboration et de la mise en œuvre est l'établissement public territorial de bassin de la Dordogne (EPIDOR). Le SAGE « Isle - Dronne », dont le territoire regroupe les bassins versants de l'Isle et de la Dronne, d'une superficie de 7 500 km2, a été approuvé le 2 août 2021. La structure porteuse de l'élaboration et de la mise en œuvre est également l'EPIDOR. Ils définissent chacun sur leur territoire les objectifs généraux d’utilisation, de mise en valeur et de protection quantitative et qualitative des ressources en eau superficielle et souterraine, en respect des objectifs de qualité définis dans le troisième SDAGE  du Bassin Adour-Garonne qui couvre la période 2022-2027, approuvé le 10 mars 2022.
Au nord, près de 60 % du territoire communal se situe dans le bassin versant du Vern et dépend du SAGE Isle - Dronne. Au sud, la zone restante correspond au bassin du Caudeau et est rattachée au SAGE Dordogne Atlantique.
La qualité des eaux de baignade et des cours d’eau peut être consultée sur un site dédié géré par les agences de l’eau et l’Agence française pour la biodiversité.

### Climat
Pour des articles plus généraux, voir Climat de la Nouvelle-Aquitaine et Climat de la Dordogne.
En 2010, le climat de la commune est de type climat océanique altéré, selon une étude s'appuyant sur une série de données couvrant la période 1971-2000. En 2020, Météo-France publie une typologie des climats de la France métropolitaine dans laquelle la commune est toujours exposée à un climat océanique altéré et est dans la région climatique  Aquitaine, Gascogne, caractérisée par une pluviométrie abondante au printemps, modérée en automne, un faible ensoleillement au printemps, un été chaud (19,5 °C), des vents faibles, des brouillards fréquents en automne et en hiver et des orages fréquents en été (15 à 20 jours).
Pour la période 1971-2000, la température annuelle moyenne est de 12,4 °C, avec  une amplitude thermique annuelle de 15,1 °C. Le cumul annuel moyen de précipitations est de 904 mm, avec 12,2 jours de précipitations en janvier et 6,8 jours en juillet. Pour la période 1991-2020, la température moyenne annuelle observée sur la station météorologique la plus proche, située sur la commune de Bassillac et Auberoche à 19 km à vol d'oiseau, est de 13,1 °C et le cumul annuel moyen de précipitations est de 480,0 mm. Pour l'avenir, les paramètres climatiques de la commune estimés pour 2050 selon différents scénarios d’émission de gaz à effet de serre sont consultables sur un site dédié publié par Météo-France en novembre 2022.

## Urbanisme

### Typologie
Au 1er janvier 2024, Veyrines-de-Vergt est catégorisée commune rurale à habitat très dispersé, selon la nouvelle grille communale de densité à 7 niveaux définie par l'Insee en 2022.
Elle est située hors unité urbaine et hors attraction des villes,.

### Occupation des sols
L'occupation des sols de la commune, telle qu'elle ressort de la base de données européenne d’occupation biophysique des sols Corine Land Cover (CLC), est marquée par l'importance des territoires agricoles (61,6 % en 2018), une proportion sensiblement équivalente à celle de 1990 (61,3 %). La répartition détaillée en 2018 est la suivante : 
zones agricoles hétérogènes (52,7 %), forêts (38,4 %), prairies (6,2 %), terres arables (2,7 %). L'évolution de l’occupation des sols de la commune et de ses infrastructures peut être observée sur les différentes représentations cartographiques du territoire : la carte de Cassini (XVIIIe siècle), la carte d'état-major (1820-1866) et les cartes ou photos aériennes de l'IGN pour la période actuelle (1950 à aujourd'hui).

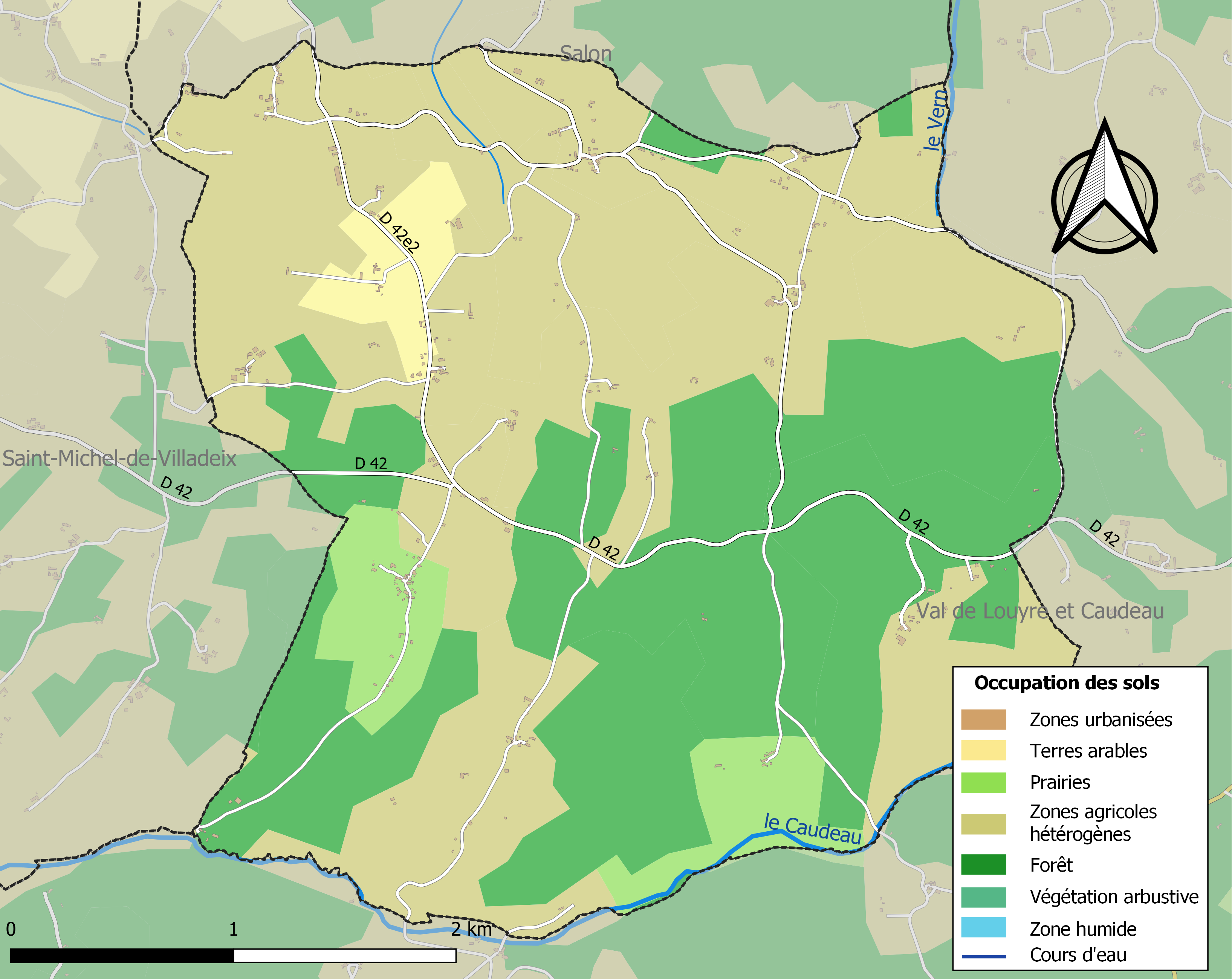
Carte des infrastructures et de l'occupation des sols de la commune en 2018 (CLC).

### Prévention des risques
Le territoire de la commune de Veyrines-de-Vergt est vulnérable à différents aléas naturels : météorologiques (tempête, orage, neige, grand froid, canicule ou sécheresse), feux de forêts, mouvements de terrains et séisme (sismicité très faible). Un site publié par le BRGM permet d'évaluer simplement et rapidement les risques d'un bien localisé soit par son adresse soit par le numéro de sa parcelle.
Veyrines-de-Vergt est exposée au risque de feu de forêt. L’arrêté préfectoral du 14 mars 2013 fixe les conditions de pratique des incinérations et de brûlage dans un objectif de réduire le risque de départs d’incendie. À ce titre, des périodes sont déterminées : interdiction totale du 15 février au 15 mai et du 15 juin au 15 octobre, utilisation réglementée du 16 mai au 14 juin et du 16 octobre au 14 février. En septembre 2020, un plan inter-départemental de protection des forêts contre les incendies (PidPFCI) a été adopté pour la période 2019-2029,.

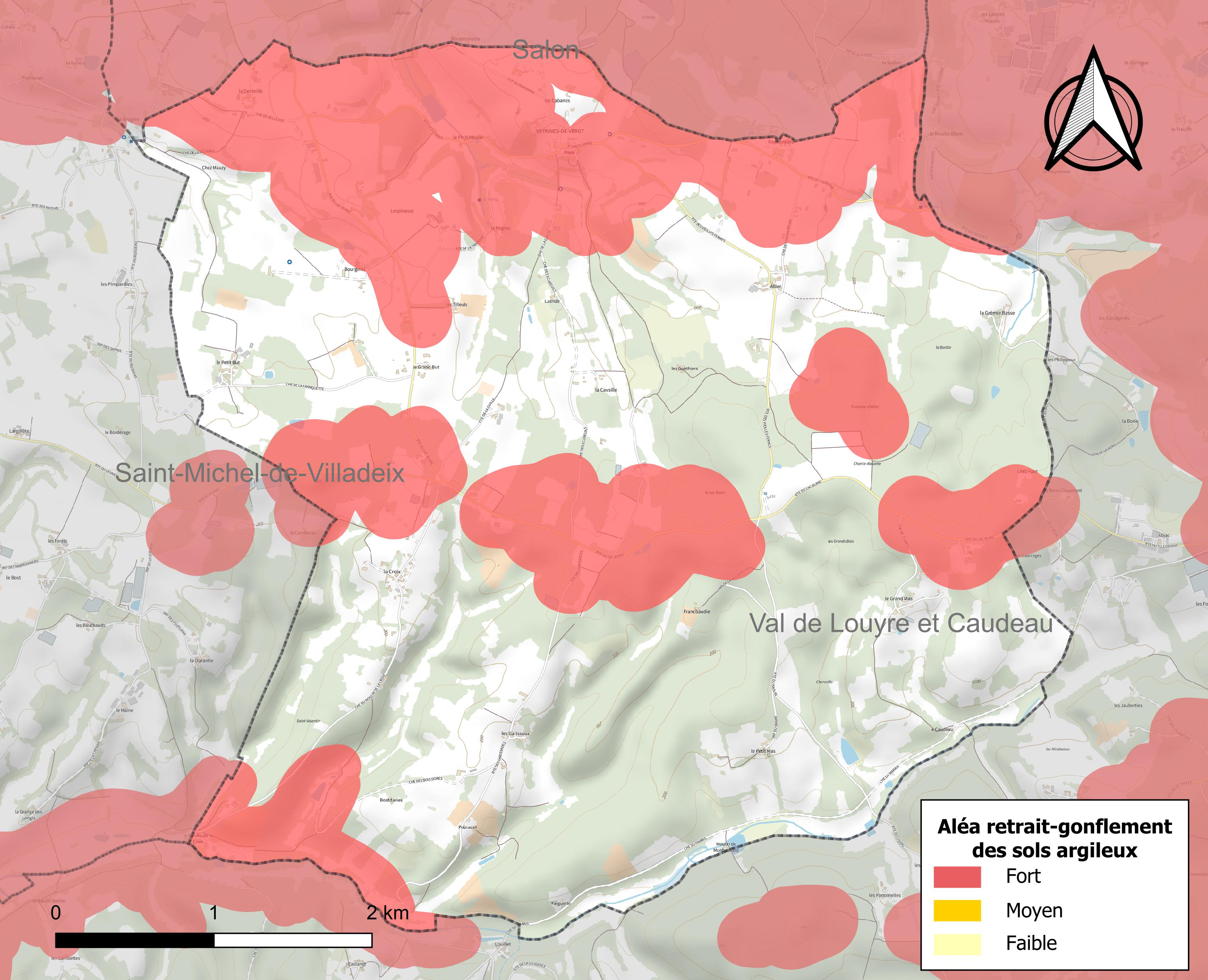
Carte des zones d'aléa retrait-gonflement des sols argileux de Veyrines-de-Vergt.

Les mouvements de terrains susceptibles de se produire sur la commune sont des tassements différentiels. Le retrait-gonflement des sols argileux est susceptible d'engendrer des dommages importants aux bâtiments en cas d’alternance de périodes de sécheresse et de pluie. 34,1 % de la superficie communale est en aléa moyen ou fort (58,6 % au niveau départemental et 48,5 % au niveau national métropolitain). Depuis le 1er octobre 2020, en application de la loi ÉLAN, différentes contraintes s'imposent aux vendeurs, maîtres d'ouvrages ou constructeurs de biens situés dans une zone classée en aléa moyen ou fort,.
La commune a été reconnue en état de catastrophe naturelle au titre des dommages causés par les inondations et coulées de boue survenues en 1982, 1983, 1986 et 1999, par la sécheresse en 1989, 1991, 1992, 2005 et 2011 et par des mouvements de terrain en 1999.

## Toponymie
Le nom de la commune vient, soit de l'occitan veirina désignant une verrerie, soit du latin veterinae, signifiant « bêtes de somme », correspondant à un local où étaient logés les animaux, dans un relais routier.
En occitan, la commune porte le nom de Veirinas de Vern.

## Histoire
La première mention connue du site apparait au milieu du XIIe siècle sous la forme Veirinas. Deux siècles plus tard, un château est mentionné sous la forme Castrum de Vitrinis.

## Politique et administration

### Intercommunalité
Fin 2001, Veyrines-de-Vergt intègre dès sa création la communauté de communes du Pays vernois. Celle-ci est dissoute le 31 décembre 2013 et remplacée au 1er janvier 2014 par la communauté de communes du Pays vernois et du terroir de la truffe. Elle est elle-même dissoute le 31 décembre 2016 et ses communes sont intégrées à la communauté d'agglomération Le Grand Périgueux le 1er janvier 2017.

### Administration municipale
La population de la commune étant comprise entre 100 et 499 habitants au recensement de 2017, onze conseillers municipaux ont été élus en 2020,.

### Jumelages
Les communes du Pays vernois sont jumelées avec la ville canadienne de Saint-Jacques de Montcalm depuis 1996.

### Politique environnementale
Dans son palmarès 2024, le Conseil national de villes et villages fleuris de France a attribué une fleur à la commune.

## Équipements et services publics

### Enseignement

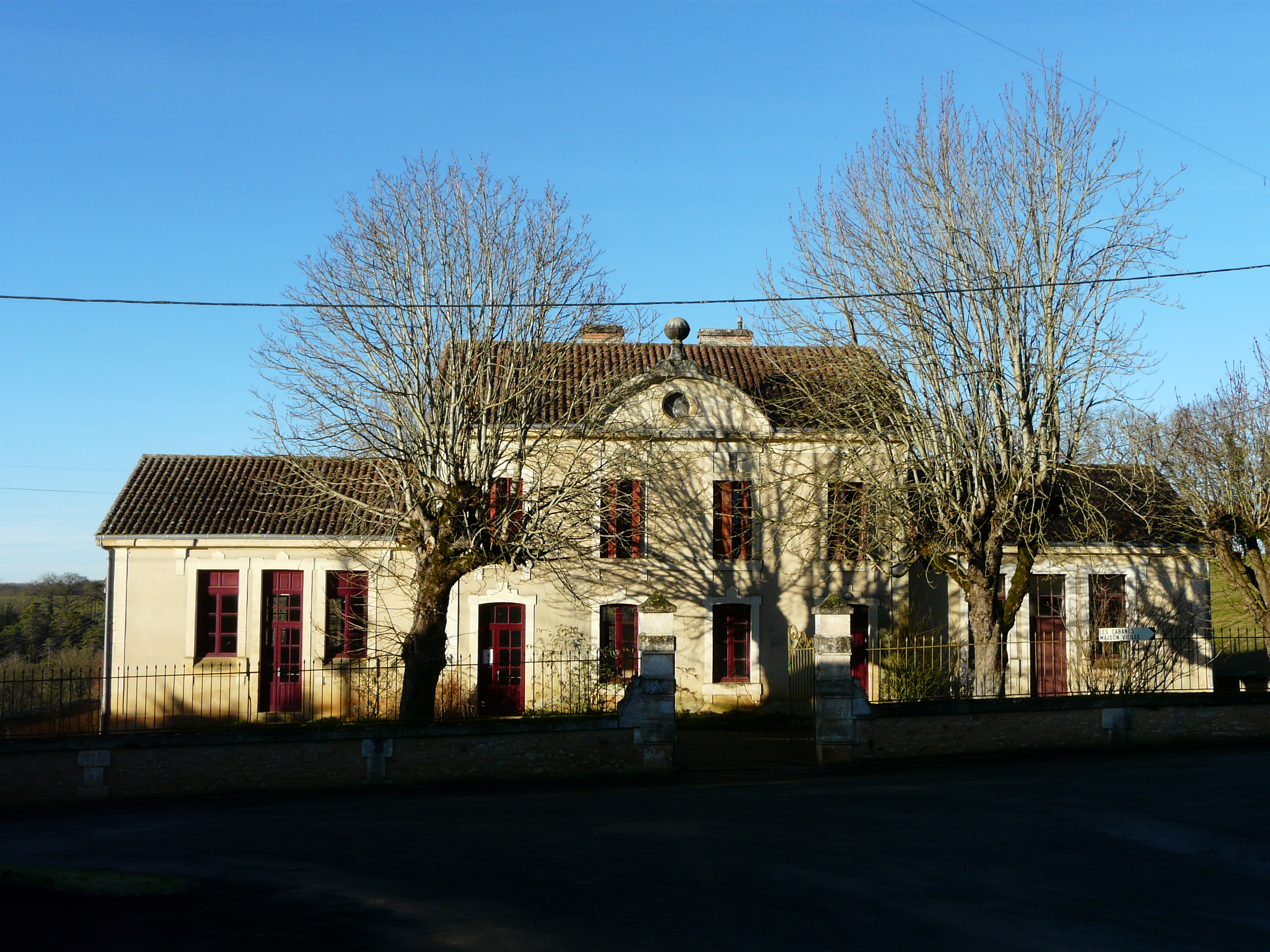
L'ancienne école de Veyrines-de-Vergt.

En 2013, la commune n'a plus d'école. Veyrines-de-Vergt est organisée en regroupement pédagogique intercommunal (RPI) avec la commune de Vergt au niveau des classes de primaire.

### Justice
En 2023, dans le domaine judiciaire, Veyrines-de-Vergt relève : 
- du tribunal judiciaire, du tribunal pour enfants, du conseil de prud'hommes et du tribunal de commerce de Périgueux ;
- du pôle Nationalité du tribunal judiciaire de Périgueux (compétent uniquement dans le domaine de la nationalité) ;
- de la cour d'appel, du tribunal administratif et de la  cour administrative d'appel de Bordeaux.

## Population et société

### Démographie
Les habitants de Veyrines-de-Vergt se nomment les Veyrinois.
L'évolution du nombre d'habitants est connue à travers les recensements de la population effectués dans la commune depuis 1793. Pour les communes de moins de 10 000 habitants, une enquête de recensement portant sur toute la population est réalisée tous les cinq ans, les populations de référence des années intermédiaires étant quant à elles estimées par interpolation ou extrapolation. Pour la commune, le premier recensement exhaustif entrant dans le cadre du nouveau dispositif a été réalisé en 2004.

En 2022, la commune comptait 247 habitants, en évolution de −6,79 % par rapport à 2016 (Dordogne : +0,37 %, France hors Mayotte : +2,11 %).
| 1793 | 1800 | 1806 | 1821 | 1831 | 1836 | 1841 | 1846 | 1851 |
| ---- | ---- | ---- | ---- | ---- | ---- | ---- | ---- | ---- |
| 780  | 705  | 698  | 645  | 693  | 663  | 643  | 653  | 660  |

| 1856 | 1861 | 1866 | 1872 | 1876 | 1881 | 1886 | 1891 | 1896 |
| ---- | ---- | ---- | ---- | ---- | ---- | ---- | ---- | ---- |
| 682  | 670  | 614  | 589  | 602  | 578  | 563  | 528  | 504  |

| 1901 | 1906 | 1911 | 1921 | 1926 | 1931 | 1936 | 1946 | 1954 |
| ---- | ---- | ---- | ---- | ---- | ---- | ---- | ---- | ---- |
| 465  | 387  | 359  | 347  | 328  | 301  | 314  | 272  | 241  |

| 1962 | 1968 | 1975 | 1982 | 1990 | 1999 | 2004 | 2006 | 2009 |
| ---- | ---- | ---- | ---- | ---- | ---- | ---- | ---- | ---- |
| 228  | 213  | 175  | 185  | 192  | 176  | 201  | 208  | 241  |

| 2014 | 2019 | 2022 | - | - | - | - | - | - |
| ---- | ---- | ---- | - | - | - | - | - | - |
| 256  | 242  | 247  | - | - | - | - | - | - |

### Manifestations culturelles et festivités
- Fête votive au 15 août[52].

### Sports
Quelques prix cyclistes ont été organisés dans la commune, notamment le Circuit de la Fraise 1993.
Chaque 15 août, jour de la fête votive, a lieu le Prix des Fêtes, organisé par les cercles cyclistes comme le CC Périgourdin, le SC Périgord, la JS Astérienne ou l'ASPTT Périgueux.

## Économie

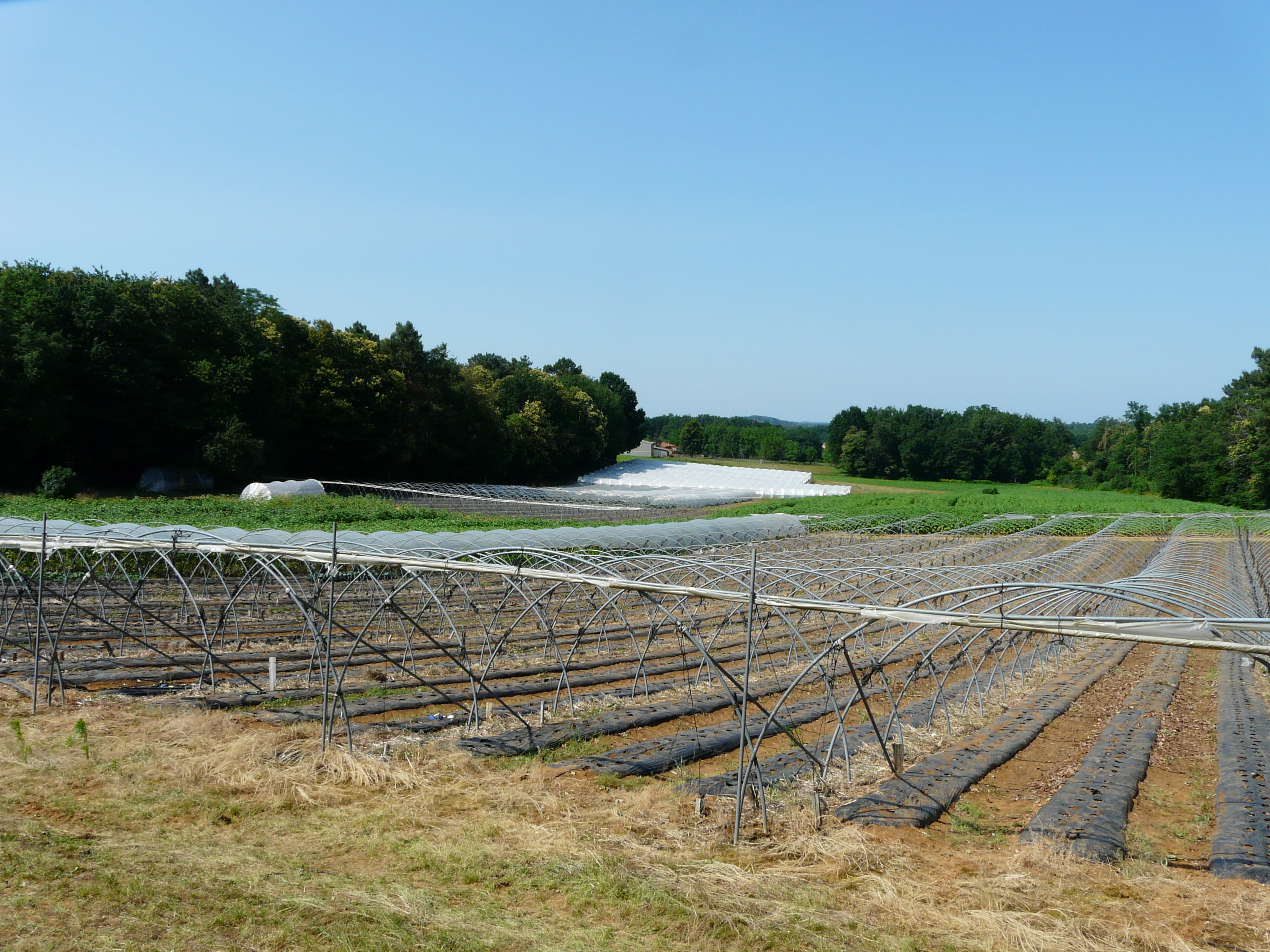
Tunnels de fraisiculture le long de la route départementale 42.

### Emploi
En 2015, parmi la population communale comprise entre 15 et 64 ans, les actifs représentent 114 personnes, soit 43,8 % de la population municipale. Le nombre de chômeurs (quatorze) a légèrement augmenté par rapport à 2010 (treize) et le taux de chômage de cette population active s'établit à 12,5 %.

### Établissements
Au 31 décembre 2015, la commune compte trente-trois établissements, dont treize dans l'agriculture, la sylviculture ou la pêche, onze au niveau des commerces, transports ou services, cinq dans l'industrie, deux dans la construction, et deux relatifs au secteur administratif, à l'enseignement, à la santé ou à l'action sociale.

## Culture locale et patrimoine

### Lieux et monuments
- L'église Notre-Dame-de-l'Assomption, romane du XIIe siècle, a été entièrement restaurée entre 1988 et 2009[57]. Elle abrite des fresques et peintures murales polychromes des XVe et XVIIe siècles[58].
- Chartreuse des Tilleuls du XVIIIe siècle[59].

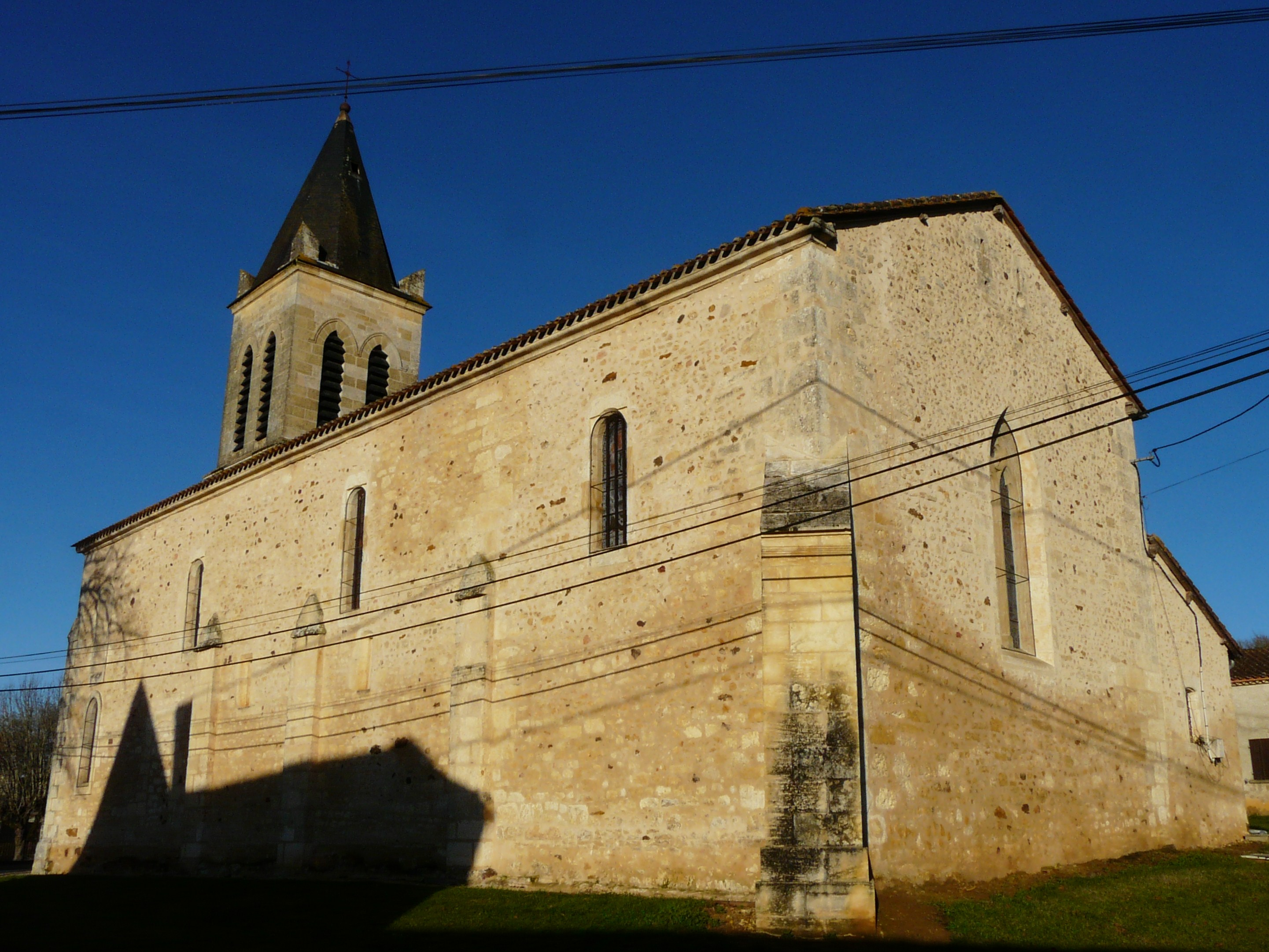
L'église Notre-Dame-de-l'Assomption.
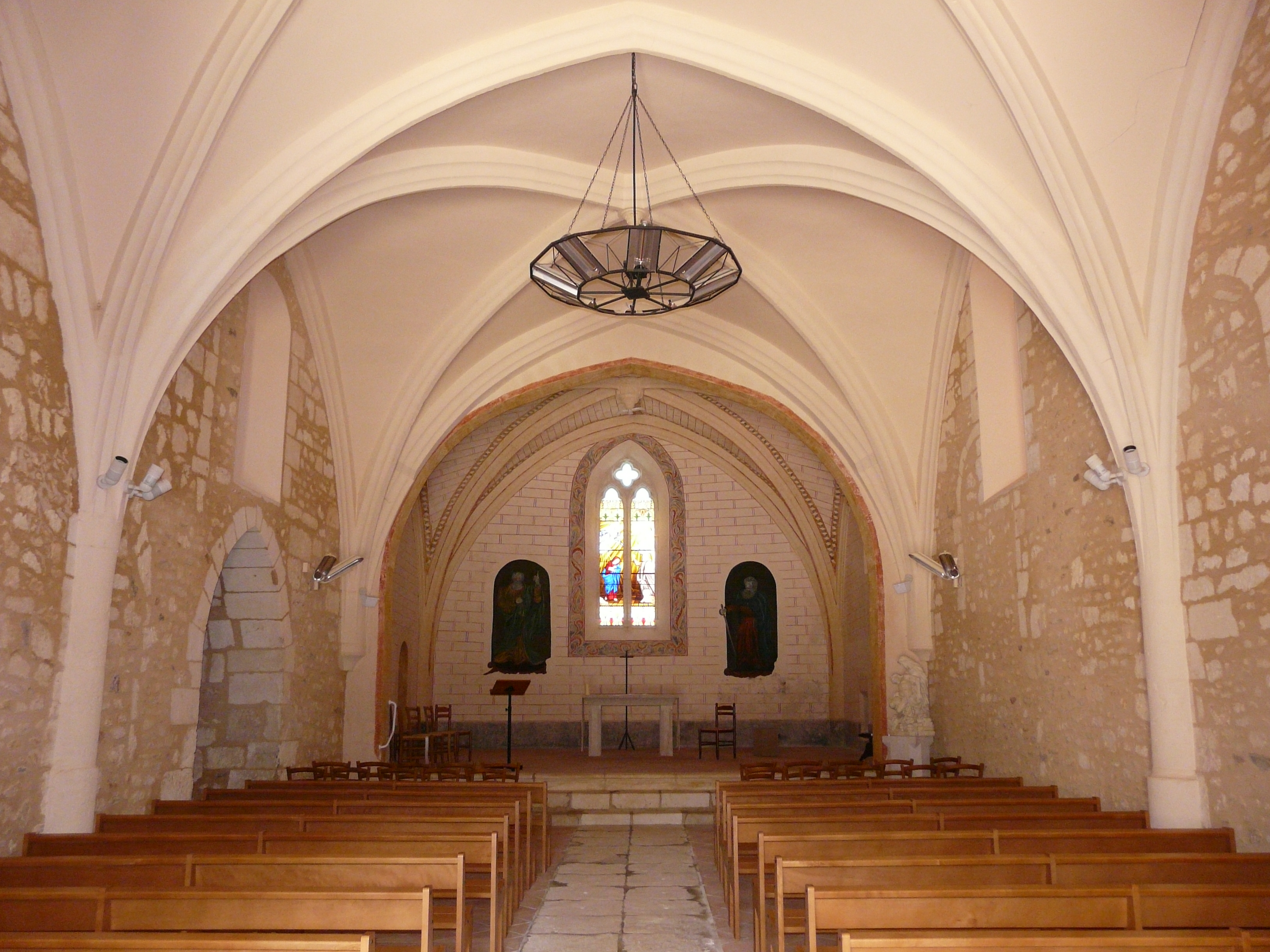
Sa nef.
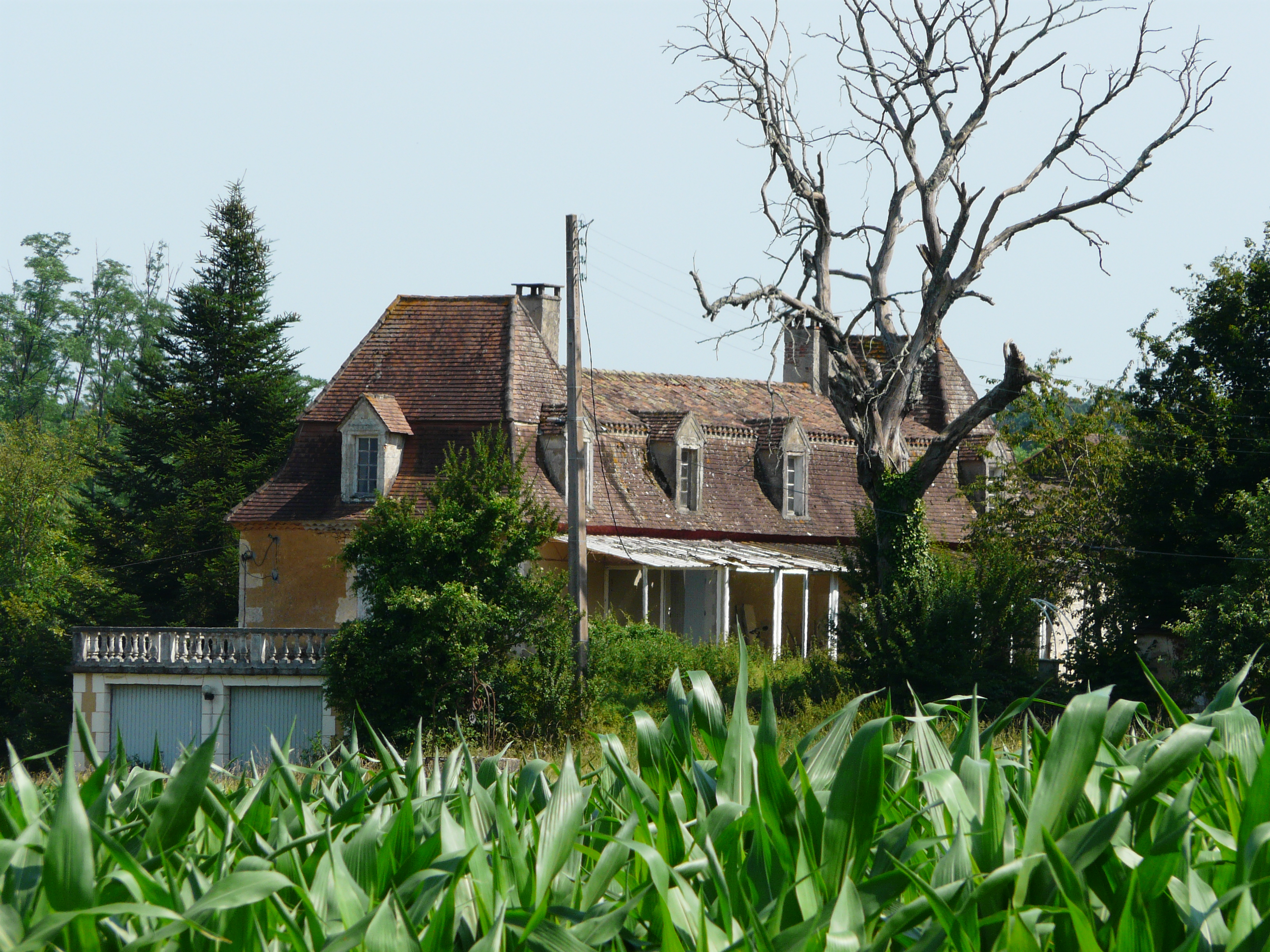
La chartreuse des Tilleuls.

### Patrimoine naturel
Au sud, la vallée du Caudeau, de ses affluents, et le marais du Petit Mas font partie d'une zone naturelle d'intérêt écologique, faunistique et floristique (ZNIEFF) de type I où deux espèces déterminantes ont été recensées en 2008, une libellule l'Agrion de Mercure (Coenagrion mercuriale) et une plante l'Orchis à fleurs lâches (Anacamptis laxiflora),. Lors d'un précédent recensement en 1982, le site était fréquenté par la Loutre d'Europe (Lutra lutra) et le Vison d'Europe (Mustela lutreola).

### Personnalités liées à la commune
- Claude Durrens (1921-2002), graveur, avait installé son atelier au lieu-dit les Garissoux, sur la commune de Veyrines-de-Vergt[62].